# Fernando Mattos
Fernando Lewis de Mattos (Porto Alegre, 12 de novembro de 1963 - Porto Alegre, 4 de novembro de 2018) foi um compositor, arranjador, professor e estudioso de música brasileiro.
Cursou música na Universidade Federal do Rio Grande do Sul, ingressou no seu quadro docente em 1987 e posteriormente obteve grau de mestre em 1997 com a dissertação A Salamanca do Jarau de Luiz Cosme: Análise Musical e História da Recepção Crítica, obtendo nota máxima. Sua tese de doutorado enfocou também a produção de Luiz Cosme, sendo intitulada Estética e Música na Obra de Luiz Cosme.
Tem grande número de obras compostas para os mais varidos gêneros e formações instrumentais e vocais, algumas das quais tem sido gravadas no Brasil e no exterior e recebido premiações. É um autor freqüentemente ouvido nos concertos da Orquestra Theatro São Pedro, da Orquestra de Câmara da ULBRA e da Orquestra Sinfônica de Porto Alegre.
Suas atividades incluem áreas do cinema e do teatro, criação de trilhas sonoras, da pesquisa, com investigações em música eletrônica, da direção artística de grupos musicais, e do ensaio, escrevendo textos críticos, desenvolvendo pesquisas sobre a música gaúcha e apresentando obras gravadas de outros compositores.

## Obras
- Algumas de suas composições
  - Ao Conjunto de Câmara de Porto Alegre (1998), com texto de Raul Abbott Barbosa 
  - O filho doutro no colo (1999), com texto de Estêvão da Guarda 
  - Ave, Pássaro - ciclo de canções sobre textos de Cleonice Bourscheid [ligação inativa]
  - Dized', amigu, en que vos mereci (1999), sobre poesia de D. João Peres de Aboim
  - Monte de Perfeição (2002), para vozes e instrumentos antigos, sobre textos de São João da Cruz 
  - Concerto No. 2, para violão e orquestra de cordas 
  - Variações Octoeólicas - Os Ventos do Brasil Meridional, para octeto de flautas 
  - Milonga 
  - Canções Interrogativas, para voz e violão [ligação inativa]
  - As Parcas (canção noturna), para violão, violino e violoncelo 
  - Epígrafes Espanholas [ligação inativa]
  - Sons Transgênicos [ligação inativa]
  - Segundo Bestiario Brasileiro [ligação inativa]
  - Toccata
- Trilhas sonoras
  - Filme Concerto Campestre (2004) 
  - Peça de teatro Eros (1995)
  - Saraus poéticos Quintanares

## Prêmios e indicações

### Prêmio Açorianos
| Ano  | Categoria              | Indicação                                                                 | Resultado |
| ---- | ---------------------- | ------------------------------------------------------------------------- | --------- |
| 2003 | Compositor Erudito     | Fernando Lewis de Mattos                                                  | Venceu    |
| 2004 | Compositor Erudito     | Fernando Lewis de Mattos                                                  | Indicado  |
| 2004 | Instrumentista Erudito | Fernando Lewis de Mattos                                                  | Indicado  |
| 2008 | Compositor Erudito     | Fernando Lewis de Mattos (por Convergências, de Rodrigo Andrade Silveira) | Venceu    |
| 2013 | Compositor Erudito     | Fernando Lewis de Mattos                                                  | Indicado  |
| 2017 | Compositor Erudito     | Fernando Lewis de Mattos                                                  | Indicado  |

## Ligação externa
- «Sudio Clio - Curriculum»